# KBS 뉴스광장 전북권
《KBS 뉴스광장 전북권》은 KBS 전주 1TV에서 매주 평일 오전 7시 20분에 방송 중인 전북 지역 아침 종합 뉴스 프로그램이다.

## 개요
KBS 전주 뉴스광장으로 읽는다.

## 앵커
| 대수 | 진행자 | 진행자 | 진행 기간                   | 비고  |
| 대수 | 남성   | 여성   | 진행 기간                   | 비고  |
| ---- | ------ | ------ | --------------------------- | ----- |
| 1대  | 함윤호 | 김태은 | 일자 미상 ~ 일자 미상       |       |
| 2대  | 함윤호 | 빈칸   | 일자 미상 ~ 2025년 1월 17일 | [ 1 ] |
| 3대  | 빈칸   | 김태은 | 2025년 1월 20일 ~ 현재      |       |

## 경쟁 프로그램
- MBC 뉴스투데이 전북권뉴스 (전주MBC TV)
- JTV 아침뉴스 (JTV TV)